# Neuropatia iatrogena
Con il termine di neuropatia iatrogena (o iatrogenica), si indica una neuropatia dovuta all'assunzione di molecole, come numerosi farmaci, i cui effetti collaterali comportano l'insorgenza di disturbi a carico del SNP. 
Spesso la neuropatia in questione così indotta è considerata come rischio accettato, dal momento che i farmaci che la inducono possono essere salvavita, come quelli usati nella terapia di diverse forme di tumori, di nefropatie croniche, di aritmie cardiache, dell'HIV o nel trattamento dei casi di rigetto di organi trapiantati.

## La ricerca sulle neuropatie iatrogene
Le neuropatie dovute ad effetti collaterali di determinati farmaci sono attualmente uno dei settori su cui verte gran parte della ricerca biomedica. I farmaci in questione, infatti, sono utilizzati per il trattamento di gravi patologie neoplastiche, dell'AIDS o per evitare il rigetto in soggetti trapiantati: si tratta quindi di casi in cui si ritiene rischio accettabile la neuropatia causata dalla somministrazione.
La ricerca sulle neuropatie iatrogene è volta all'eliminazione o quantomeno alla riduzione della neurotossicità di questi farmaci, senza intaccarne l'efficacia.

## Gravità della neuropatia
La gravità della neuropatia è legata generalmente alla dose somministrata ed al tempo di trattamento. I sintomi del disturbo possono manifestarsi anche settimane o mesi dopo la somministrazione. Spesso test elettrofisiologici, come quello sulla velocità di conduzione neuronale, permettono la diagnosi della neuropatia prima della comparsa dei sintomi, consentendo un trattamento tempestivo che riduce la gravità della neuropatia stessa. Se il danno sviluppatosi non è ancora esteso, il tessuto può essere completamente rigenerato; in caso di lesioni più gravi, invece, la neuropatia può essere irreversibile .

## Meccanismi di neurotossicità
I meccanismi di neurotossicità variano a seconda della categoria dei farmaci considerata. Alcuni farmaci generano degenerazione assonale: tra di essi figurano ad esempio colchicina, sali di oro, analoghi di nucleosidi, taxani (paclitaxel, docetaxel), talidomide, fenitoina e alcaloidi della vinca (vincristina). Altre sostanze, come la suramina, possono invece provocare demielinizzazione. Altri farmaci ancora, come i chemioterapici cisplatino e carboplatino, determinano apoptosi delle cellule dei gangli delle radici dorsali (DRG). Farmaci come gli inibitori delle trascrittasi inverse (NRTI) usati nella cura contro l'HIV, generano disfunzioni mitocondriali legando il DNA mitocondriale delle cellule dei DRG   .